# Магнушовічкі
Магнушовічкі (пол. Magnuszowiczki) — село в Польщі, у гміні Немодлін Опольського повіту Опольського воєводства.
Населення — 101 особа (2011).

## Демографія
Демографічна структура станом на 31 березня 2011 року:
|          | Загалом | Допрацездатний вік | Працездатний вік | Постпрацездатний вік |
| -------- | ------- | ------------------ | ---------------- | -------------------- |
| Чоловіки | 53      | 6                  | 44               | 3                    |
| Жінки    | 48      | 7                  | 34               | 7                    |
| Разом    | 101     | 13                 | 78               | 10                   |